# Over and Over
Over and Over är The Legends fjärde studioalbum, utgivet 2009.

## Låtlista
Alla låtar är skrivna av Johan Angergård.
1. "You Won" - 3:48
2. "Seconds Away" - 2:00
3. "Always the Same" - 2:25
4. "Monday to Saturday" - 3:20
5. "Heartbeats" - 3:34
6. "Dancefloor" - 3:12
7. "Turn Away" - 3:22
8. "Recife" - 3:02
9. "Over and Over" - 2:50
10. "Jump" - 3:05
11. "Something Strange Will Happen" - 3:53
12. "Touch" - 2:40

## Mottagande
Skivan fick ett blandat mottagande när den kom och snittar på 3,2/5 på Kritiker.se, baserat på tjugosju recensioner. Allmusic.com gav skivan 3,5 av 5 möjliga poäng.